# Ezāfe
L'ezāfe (in persiano اضافه) è una particella grammaticale presente in alcune lingue iraniche e in urdu che lega due parole; nella lingua persiana consiste nelle vocali atone -e o -i  (-ye o -yi dopo vocale) poste tra le parole che lega, e corrisponde nell'uso approssimativamente alla preposizione italiana di. Generalmente non viene indicato nelle scrittura poiché nell'alfabeto persiano normalmente non vengono scritte le vocali, ma è indicato nella lingua tagica che è scritta con l'alfabeto cirillico.
Gli usi comuni dell'ezāfe in persiano sono i seguenti:
- possessivo: برادرِ مریم‎ barādar-e Maryam "il fratello di Maryam" (può anche essere utilizzato come pronome possessivo, برادرِ من‎ barādar-e man "mio fratello", ma nel parlato si trova più comunemente come suffisso possessivo: برادرم‎ barādar-am);
- aggettivo qualificativo: برادرِ بزرگ‎ barādar-e bozorg "il fratello maggiore";
- prenome/cognome: Mohammad-e Mosaddeq, آقای مصدق‎ āghā-ye Mosaddeq "il Sign. Mosaddeq".

Oltre al persiano l'ezāfe viene usato anche in altre lingue iraniche e nelle lingue turche che hanno mutuato molte frasi dal persiano. La lingua armena ha il caso genitivo, il quale funziona in maniera simile all'ezāfe e probabilmente il suo uso potrebbe essere stato influenzato da esso portando a costruzioni come Hayastani Hanrapetut'yun "Repubblica d'Armenia" o Sardarapati č̣akatamart "Battaglia di Sardarabad".